# Wat Pho
Wat Pho (Thai วัดโพธิ์), voluit Wat Phra Chetuphon Wimon Mangkhalaram (Thai วัดพระเชตุพนวิมลมังคลาราม ราชวรมหาวิหาร), in het Nederlands De tempel van de liggende Boeddha, is een boeddhistische tempel in Bangkok, Thailand.  De tempel is ontstaan door een restauratie aan de Wat Phodharam in 1788 die op dezelfde locatie stond. De tempel werd hersteld en uitgebreid onder het bewind van koning Rama III, en is wederom hersteld in het jaar 1982.
Wat Pho is de grootste en oudste wat in Bangkok (80.000 vierkante meter) en biedt onderdak aan meer dan duizend Boeddha-beeltenissen. Dit is meer dan enige andere tempel in het land. Daarnaast is hier ook de grootste enkelvoudige Boeddha-beeltenis te vinden: de liggende Boeddha (Phra Buddhasaiyas, Thai พระพุทธไสยาสน์). Deze liggende Boeddha maakte deel uit van de restauratie van koning Rama III, is zesenveertig meter in lengte en vijftien meter in hoogte.
De liggende Boeddha is rijkelijk versierd met bladgoud en met parelmoer op de ogen en voetzolen.
De voetzolen tonen 108 voorspoedig gestemde afbeeldingen in een Chinese en Indische stijl.
De tempel wordt ook wel gezien als de ontstaansplek van de traditionele Thaise massage. Zelfs voordat Wat Pho een tempel werd was het het centrum voor scholing in traditionele Thaise geneeskunde. Tijdens de restauratie door Rama III zijn er platen met daarin medische inscripties rondom de tempel geplaatst terwijl gelijktijdig in 1962 de school voor traditionele Thaise (kruiden-)geneeskunde en massages is opgericht.
Het Wat Pho-complex bestaat uit twee ommuurde gedeelten die in oost-westelijke richting gescheiden worden door Thanon Chetuphon. De liggende Boeddha en de massageschool liggen in het noordelijke gedeelte en het boeddhistische klooster met woningen en een school bevinden zich in het zuidelijke gedeelte.